# Selección femenina de rugby de República Checa
La selección femenina de rugby de República Checa es el equipo nacional que representa a la Česká Rugbyová Unie en competencias internacionales.

## Palmarés
- Rugby Europe Women's Trophy (1): 2019

## Participación en copas
| - No ha clasificado - Suiza 2015: 4° puesto - España 2016: 6° puesto | - Europa 2019: Campeón - Europa 2020: Cancelado - Europa 2021-22: 2° puesto - Europa 2022-23: 4° puesto |